# Przedsiębiorstwo Komunikacji Samochodowej „Tour”
Przedsiębiorstwo Komunikacji Samochodowej „Tour” sp. z o.o. Jelenia Góra (PKS „Tour”) – polski przewoźnik drogowy z siedzibą w Jeleniej Górze będący sprywatyzowanym na rzecz spółki pracowniczej oddziałem Państwowej Komunikacji Samochodowej, istniejącym od 1945 roku. W szczytowym okresie Państwowa Komunikacja Samochodowa w Jeleniej Górze zatrudniała 700 osób.
Przedsiębiorstwo w obecnej formie organizacyjnej funkcjonuje od 1 sierpnia 2000 r. PKS „Tour” jest współwłaścicielem kilku dawnych oddziałów PKS z regionu Dolnego Śląska.

## Historia

### Lata 1945–1990
Spółka PKS „Tour” wywodzi się z powstałych w roku 1945 struktur Państwowej Komunikacji Samochodowej, której zasięgiem objęto całą Polskę i powierzono jej przewozy zarówno pasażerów, jak i towarów.
W styczniu 1945 r. w Lublinie powołano PKS, której pierwotnym zadaniem była obsługa logistyczna akcji przesiedleńczej i osadniczej na Ziemiach Odzyskanych, a także zaspokojenie potrzeb transportowych obszarów niedostatecznie obsługiwanych przez transport kolejowy.
18 czerwca 1945 roku do Jeleniej Góry przybyła delegacja z organizowanego na bazie 1 Pułku Samochodowego oddziału PKS w Legnicy, celem organizacji miejscowych struktur PKS. Delegaci wytypowali obiekty przydatne do działalności oraz zorganizowali pierwszy tabor samochodowy – 17 pojazdów odnalezionych w mieście i pozyskanych z demobilu wojskowego. W sierpniu 1945 roku kierowcy PKS z Jeleniej Góry uczestniczyli w charakterze ekipy technicznej w transporcie z Pilzna do Jeleniej Góry darów UNRRA dla Polski – pierwszego transportu 850 samochodów z demobilu 1 Armii Kanadyjskiej. Spośród darów jeleniogórska PKS mogła zatrzymać cztery samochody, z których (po uprzednim przygotowaniu) uruchomiono przewozy do Krakowa przez Katowice i do Warszawy przez Legnicę, Wrocław, Łódź. Innym, osobliwym pojazdem był autobus turystyczny wykonany z przebudowy odnalezionego samochodowego karawanu. Wraz z przeniesieniem urzędów i instytucji wojewódzkich do Wrocławia uruchomiono początkowo dwa połączenia dziennie ze stolicą województwa. Kolejnymi otwieranymi kierunkami były miejscowości regionu jeleniogórskiego.
Pierwszą bazę PKS urządzono na ulicy Wolności 38. Spod słupka na terenie zajezdni odbywały się w 1945 roku odjazdy pierwszych samochodów obsługujących połączenia pasażerskie. Drugą stacją załadunkową był plac Niepodległości / plac Wyszyńskiego. 
Jeleniogórska filia PKS w Legnicy, prowadząca połączenia do Szklarskiej Poręby, Karpacza, Bogatyni, Legnicy, Warszawy, Krakowa, Zielonej Góry, Częstochowy oraz nieregularnie kursy do Dziwiszowa, Staniszowa, Sobieszowa i innych miejscowości w Kotlinie Jeleniogórskiej, została przekazana w 1946 roku pod zarząd PKS Wrocław.
Przy jeleniogórskiej PKS powstała w 1946 roku szkoła przyzakładowa kierowców zawodowych, funkcjonująca do końca Polskiej Rzeczypospolitej Ludowej. Rokrocznie zakład posiadał przeciętnie 60 uczniów.
Od 1950 roku jednostka uzyskała status Ekspozytury Osobowo-Towarowej PKS. W 1953 r. ekspozytura towarowa została wyodrębniona do osobnej jednostki. W latach 50. za sprawą dostaw autobusów Star wzrosła liczba pojazdów (do 55). Zmieniła się siatka połączeń: zrezygnowano z relacji obsługiwanych przez PKP (do Częstochowy, Krakowa, Warszawy), rozpoczęto natomiast obsługę powiatu lubańskiego i zgorzeleckiego.
W 1956 roku ekspozyturę przekształcono w Oddział PKS w Jeleniej Górze, podległy Wojewódzkiemu Przedsiębiorstwu PKS we Wrocławiu. Po dostawach czechosłowackich autobusów Škoda i polskich San (H01, H25, H27) Oddział osiągnął rekordową wielkość: tabor liczył 135 pojazdów, natomiast załoga – 700 osób.
Państwowa Komunikacja Samochodowa posiadała w Karpaczu placówkę terenową Oddziału Turystycznego PKS z siedzibą we Wrocławiu. W 1964 roku bazę przekazano z OT pod zarząd Oddziału PKS w Jeleniej Górze. Oddział 9 tamtejszych autokarów turystycznych z bazy w Karpaczu do obsługi linii regularnych, a na terenie zakładu urządził pomocniczą stację obsługi. W Karpaczu przez wiele lat przeprowadzano naprawy główne posiadanych autobusów.
Zgodnie z ówczesnymi trendami, zakład w połowie lat sześćdziesiątych wzbogacił się ośrodek wypoczynkowy w Mikoszewie koło Gdańska. Na terenie ośrodka znajdowało się 27 czteroosobowych domków kempingowych oraz barak socjalny, mieszczący świetlicę, stołówkę i biura. Ośrodek był wyposażony dostęp do energii elektrycznej i bieżącej wody.
Na potrzeby budowanego kombinatu w Turoszowie (Kopalnia Węgla Brunatnego Turów i elektrownia) Oddział PKS w Jeleniej Górze powołał Ekspozyturę PKS w Sieniawce, którą wkrótce przekazano nowo utworzonemu Oddziałowi PKS w Zgorzelcu. Budowa kombinatu turoszowskiego skłoniła władze centralne także do utworzenia odrębnego Oddziału PKS w Lubaniu.
Zatrudnienie w latach 1965–1974 spadło do niecałych 500 osób, a liczba autobusów do 120 (Jelcz RTO, San H27, San H100).
Od lat 70. XX wieku transport w gminach sąsiadujących bezpośrednio z Jelenią Górą przejmowało Wojewódzkie Przedsiębiorstwo Komunikacyjne w Jeleniej Górze, przekształcone później w Miejski Zakład Komunikacyjny w Jeleniej Górze.
Przed 1974 rokiem zrezygnowano z obsługi konduktorskiej na rzecz sprzedaży i kontroli biletów przez kierowców. Do roku 1978 w zakładzie pracowało 450 osób. PKS powierzono obsługę kontraktu zagranicznego – obsługę przewozów pracowniczych przy budowie kombinatu chemicznego w Halle-Neustadt. Nadal zmniejszała się liczba pracowników, w 1979 roku było ich 350 przy podobnej jak dotychczas ilości autobusów. Na początku lat 80. zakład zatrudniał 280 osób, dysponując 120 autobusami typu Jelcz RTO, PR100, M11, L11, pojazdami Sanos, Autosan H9, H10, Ikarus 285 oraz Ikarus-Zemun IK160P.

### Lata 1990–2000
Zarządzeniem Ministra Transportu i Gospodarki Morskiej dotychczasowe 233 oddziały Państwowej Komunikacji Samochodowej zostały podzielone na 167 samodzielnych przedsiębiorstw państwowych, których organem założycielskim został Minister. Z dniem 1 czerwca 1990 roku utworzono Państwowe Przedsiębiorstwo Komunikacji Samochodowej w Jeleniej Górze.
W lata 90. PPKS Jelenia Góra wkroczyło zatrudniając 235 osób. Poza wycofaniem Jelczy RTO, tabor wzbogaciły pierwsze autobusy marek zachodnioeuropejskich: Setra i Mercedes-Benz. Liczba pojazdów pozostała bez zmian.
Z powodu lawinowego wzrostu bezrobocia na skutek realizacji Planu Balcerowicza oraz rozwoju motoryzacji indywidualnej na liniach PPKS z całej Polski spadła liczba pasażerów. Pasażerów PPKS odbierali również prywatni przewoźnicy, których powstanie umożliwiła pełna deregulacja transportu samochodowego Ustawą Wilczka z 1989 roku. Przedsiębiorstwa PKS, przez lata funkcjonując dzięki otrzymywanym dotacjom zostali zmuszeni do kierowania się rachunkiem ekonomicznym. W ciągu dekady na istniejących od lat liniach komunikacyjnych o największej rentowności żywiołowo rozwinęli się przedsiębiorcy dysponujących mniejszym i nowocześniejszym taborem niż PKS, którzy z czasem zaczęli skutecznie ubiegać się o dotacje do stosowanych biletów ulgowych. Konkurencja, nie zawsze uczciwa, wymusiła obniżenie cen biletów, wpłynęła jednak na pogorszenie wyników ekonomicznych przedsiębiorstw. Przewoźnicy dawnej Państwowej Komunikacji Samochodowej w 1994 roku zjednoczyli się w Polskiej Izbie Gospodarczej Transportu Samochodowego i Spedycji, następnie prowadzili lobbing na rzecz ustawowego ograniczenia dostępu do rynku przewozów. Oczekiwane regulacje, polegające na licencjonowaniu przewoźników i powołanie egzekwującej przestrzeganie przepisów Inspekcji Transportu Drogowego nadeszły z dużym opóźnieniem – dopiero w roku 2001.
Zarząd jeleniogórskiego PPKS w latach dziewięćdziesiątych, próbując odnaleźć się w nowych realiach podjął szereg działań, które po upływie lat zostały ocenione jako negatywne: sprzedaż nieruchomości (placu postojowego, stacji paliw, fragmentu dworca, ośrodka wczasowego w Mikoszowie), nabycie wyeksploatowanych autobusów używanych.
Ministerstwo Transportu i Gospodarki Morskiej w październiku 1996 roku przekazało kompetencje organu założycielskiego przedsiębiorstw PKS wojewodom. Wobec niekorzystnej sytuacji ekonomicznej przedsiębiorstwa zagrażającej bankructwem, jeszcze w 1996 roku wojewoda jeleniogórski powołał w PPKS zarząd komisaryczny. Nowy zarząd zmienił strategię, nabywając nowe pojazdy produkcji krajowej oraz sprowadzając używane autokary turystyczne o wysokim standardzie poprzednio eksploatowane na terenie Niemiec. Zorganizowano dział marketingu i zezygnowano z nierentownego połączenia dalekobieżnego do Warszawy, w zamian uruchamiając linię do Wrocławia, w odpowiedzi na likwidację części połączeń przez PKP. Załoga przedsiębiorstwa na koniec lat 90. liczyła 180 osób, a tabor autobusowy – 78 pojazdów. Przy sprowadzaniu autokarów z zagranicy preferowano marki Neoplan i Bova. Na terenie dworca autobusowego postawiono nową, kontenerową stację paliw oraz uruchomiono myjnię.
W ramach transformacji wolnorynkowej przełomu lat 80. i 90. państwowe przedsiębiorstwa PKS zostały przewidziane do prywatyzacji. Od 1998 roku decyzji o wyborze ścieżki prywatyzacyjnej (pośredniej lub bezpośredniej) decydował wojewoda pełniący nadzór właścicielski nad konkretnym PPKS. Z inicjatywą prywatyzacji mógł wyjść organ założycielski, dyrektor i rada pracownicza lub minister skarbu państwa. Popularną w grupie przedsiębiorstw PKS formą prywatyzacji bezpośredniej, specyficzną dla Polski, stała się prywatyzacja pracownicza, polegająca na wniesieniu do spółki lub oddaniu w odpłatne użytkowanie spółce pracowniczej wszystkich składników materialnych i niematerialnych dotychczasowego PPKS. Taką formę zmiany własności, ocenianą jako najtrudniejszą w realizacji, wybrało w sumie 49 przedsiębiorstw. Właścicielem majątku dotychczasowego PPKS w takim scenariuszu pozostawał nadal Skarb Państwa, któremu podmiot użytkujący spłacał najdłużej przez 10 lat raty leasingowe. Do spółki pracowniczej obejmującej dotychczasowe przedsiębiorstwo państwowe musiała przystąpić ponad połowa pracowników, którzy powinni wnieść kapitał akcyjny w wysokości co najmniej 20% funduszu założycielskiego i funduszu przedsiębiorstwa.

### Po roku 2000
Z dniem 1 sierpnia 2000 r. dotychczasowe przedsiębiorstwo państwowe pod nazwą: Przedsiębiorstwo Komunikacji Samochodowej w Jeleniej Górze zostało oddane w odpłatne używanie spółce pracowniczej. Podmiot przyjął nazwę Przedsiębiorstwo Komunikacji Samochodowej „Tour”. Większość udziałów w PKS „Tour”, co typowe przy prywatyzacji PPKS na rzecz spółki pracowniczej, objęło ostatnie kierownictwo PPKS Jelenia Góra. W ciągu 5 lat działalności spółka zwiększyła zatrudnienie do 190 osób i tabor do 88 pojazdów.
Po roku 2000 przedsiębiorstwo ograniczyło sieć połączeń regionalnych. Spółka utraciła kontrakty z gminami na realizację przewozów szkolnych na rzecz innych prywatnych przewoźników. Konkurencja ze strony przewoźników posiadających mikrobusy spowodowała ograniczenie kursów lokalnych, między innymi do Szklarskiej Poręby i Karpacza. W zamian władze PKS „Tour” skupiły się dalszej rozbudowie floty autokarów i rozwoju połączeń dalekobieżnych. Uruchomiono nowe kursy: do Kołobrzegu, Słupska, Buska Zdroju oraz dodatkowe do Szczecina i Zakopanego. Przewozy dalekobieżne i międzynarodowe były szczególnie rentowne do pojawienia się w Polsce tanich linii lotniczych w 2004 roku.
Wobec zapaści technologicznej wynikającej z wieloletniego braku konserwacji linii kolejowej nr 274 PKS „Tour” uruchomiło całodzienne połączenia pospieszne w relacji Jelenia Góra – Wrocław, dedykowane w dużej mierze studentom. Przewozy w tej relacji podjął również inny przewoźnik, a konkurencja z PKS poskutkowała obniżką cen biletów. Po roku 2007 trasa kolejowa została wyremontowana, a przewoźnicy operujący na linii wprowadzili nowoczesny tabor (pojazdy Newag Impuls, Pesa Dart, ED250 Pendolino). Na skutek poprawy oferty kolejowej spadła liczba korzystających z autokarów. Konkurent PKS wycofał się z obsługi trasy do Wrocławia, natomiast PKS „Tour” ograniczyło liczbę połączeń.
Od 2005 r. rozpoczęła się likwidacja przedsiębiorstw wywodzących się z dawnej PKS, które były najmniej efektywne i przynosiły straty. Na Dolnym Śląsku zbankrutowały przedsiębiorstwa PKS w Wałbrzychu i Zgorzelcu, upadłość ogłosił również PKS Lubań. Dla ochrony rynku możliwej w granicach prawa PKS „Tour” zaangażowało się w tworzenie spółek pracowniczych z udziałem kapitału zewnętrznego, które przejęły dawne oddziały PKS w Legnicy, Lubinie, Lubaniu, Świdnicy i Wołowie. Spółka PKS „Tour” poprzez zaangażowanie kapitałowe w dolnośląskie „pekaesy” stała się istotnym inwestorem branżowym.
Przedsiębiorstwo PKS „Tour” w 2004 roku utworzyło konsorcjum, które wraz z kontrolowanym przez siebie PKS Świdnica, PKS Wołów oraz miejscowymi pracownikami wykupiło od Skarbu Państwa PPKS w Lubinie. Pod koniec 2004 roku spółka pracownicza z udziałem PKS „Tour” przejęła PPKS Legnica, o wykup którego rywalizowano ze sprywatyzowanym wcześniej PKS Żary.

## Działalność

### Połączenia
Według stanu na 4 sierpnia 2018 r. PKS „Tour” posiadało w rozkładzie jazdy następujące połączenia regionalne z dworca w Jeleniej Górze:
- połączenia „szkolne” (pojedyncze pary połączeń kursujące wyłącznie w dni nauki szkolnej, przyjazd do Jeleniej Góry ok. 07:00, odjazd ok. 14:00–15:00):
  - Bolków
  - Lubomierz
  - Chrośnica
  - Świeradów-Zdrój przez Gryfów Śląski, Mirsk
  - Wleń
- połączenia regionalne (tj. w obrębie województwa dolnośląskiego):
  - Karpacz przez Kowary (linia 100)
  - Gryfów Śląski przez Lubomierz
  - Lwówek Śląski przez Wleń
  - Szklarska Poręba przez Piechowice
  - Wrocław przez Bolków
- połączenia dalekobieżne [a](pojedyncze pary połączeń uruchamiane naprzemienne z innymi przewoźnikami):
  - Koszalin – naprzemiennie z PKS Koszalin,
  - Kołobrzeg – naprzemiennie z Arriva Bus Transport Polska oddział Kołobrzeg;
  - Słupsk (w wakacje Ustka) przez Świerzawę
  - Szczecin

Ponadto uruchamiano linię regionalną pomijającą dworzec w Jeleniej Górze:
- Karpacz – Szklarska Poręba.

### Współpraca z innymi przewoźnikami i organizatorami

#### Zweckverband Verkehrsverbund Oberlausitz-Niederschlesien
W dniu 03.12.2008 r. w bolesławieckim ratuszu Przewozy Regionalne, MZK Bolesławiec oraz przedsiębiorstwa PKS powiatu bolesławieckiego, karkonoskiego, powiatu lubańskiego, lwóweckiego oraz zgorzeleckiego (w tym PKS „Tour” Jelenia Góra) podpisały porozumienie o sprzedaży i wzajemnym honorowaniu biletów EURO-NYSA-Ticket na obszarze ich ważności w Polsce

#### PolskiBus.com
PKS „Tour” uruchamiało połączenia w ramach sieci połączeń partnerskich PolskiBus.com. Były to połączenia łączone z przesiadką we Wrocławiu oraz dotychczasowe połączenia własne w ramach funkcjonujących linii nad Morze Bałtyckie.

#### Koleje Dolnośląskie
15 października 2017 roku wprowadzono ofertę biletów zintegrowanych z połączeniami Kolei Dolnośląskich dla podróżnych korzystających z przesiadek między pociągami KD a autobusami PKS „Tour” linii nr „100” Jelenia Góra – Karpacz Górny. Oferta polega na łączonej sprzedaży w kasach kolejowych biletu kolejowego i autobusowego według cen obniżonych względem standardowych cenników, co umożliwia podróż w cenie niższej niż przy zakupie dwóch odrębnych biletów. Rozkład linii nr „100” według stanu na październik 2017 roku PKS zawierał 16 połączeń od poniedziałku do soboty oraz 9 połączeń w niedziele i święta w ciągu całego roku. Według portalu miesięcznika Rynek Kolejowy z końca października 2017 r. oferta zintegrowana nie funkcjonowała w sposób zadowalający, z uwagi na niedostateczną korelację rozkładu jazdy autobusów z godzinami przyjazdów i odjazdów pociągów.
Niektóre autobusy PKS „Tour” otrzymały malaturę nawiązującą do wyglądu pociągów Kolei Dolnośląskich. Oferta zintegrowana ma funkcjonować do czasu ewentualnej reaktywacji zamkniętej w roku 2000 linii kolejowej do Karpacza.

#### „Super PKS”
Od lutego 2018 r. przedsiębiorstwo uczestniczy w sieci połączeń SuperPKS. Do sieci włączono połączenia regionalne do Wrocławia i Karpacza oraz dalekobieżne do Koszalina, Słupska oraz Szczecina.

## Tabor
Jak wyjaśniał czytelnikom portalu Infobus.pl w 2005 roku prezes PKS „Tour”, polityka taborowa firmy została oparta na zakupie używanych 3-5 letnich autokarów z przebiegiem mniejszym niż 500 000 km. Preferowanymi przez przedsiębiorstwo markami były Neoplan i Bova.
Według stanu na 4 grudnia 2018 r. firma posiadała co najmniej:
- 20 autokarów Bova Futura
- 5 autokarów Bova Magiq,
- 1 autokar Setra S 417 HDH[42].

Do prowadzenia komunikacji regionalnej wg bazy danych Phototrans.eu firma wykorzystuje autobusy lokalne produkcji koncernu EvoBus (marki Mercedes-Benz i Setra).

## Grupa kapitałowa
Według stanu na 5 sierpnia 2018 r. PKS „Tour” Jelenia Góra posiada udziały w następujących spółkach z ograniczoną odpowiedzialnością:
- Przedsiębiorstwo Komunikacji Samochodowej „Voyager” w Lubaniu – 893 udziały o łącznej wartości 446.500,00 zł (81% udziałów)
- Przedsiębiorstwo Komunikacji Samochodowej w Świdnicy spółka z o.o. w upadłości likwidacyjnej – 5050 udziałów o łącznej wysokości 2.525.000,00 zł (76% udziałów);
- Przedsiębiorstwo Komunikacji Samochodowej „Trans-Pol” w Jaworze – 8.553 udziały o łącznej wysokości 4.276.500,00 zł (68% udziałów);
- Przedsiębiorstwo Komunikacji Samochodowej w Wołowie – 550 udziałów o łącznej wysokości 275.000 (10% udziałów);

Według informacji z 2015 roku spółka PKS „Tour” Jelenia Góra posiadała 80 procent akcji w PKS Lubin.
W 2010 roku grupa starała się o przejęcie zbywanego przez Skarb Państwa PKS Oława.